# آندراش هگدوش
آندراش هگدوش (انگلیسی: András Hegedüs; ۳۱ اکتبر ۱۹۲۲ – ۲۳ اکتبر ۱۹۹۹) سیاستمدار، جامعه‌شناسی اهل مجارستان بود. وی از ۱۸ آوریل ۱۹۵۵ تا ۲۴ اکتبر ۱۹۵۶ نخست‌وزیر این کشور بود.
آندراش هگدوش در ۲۳ اکتبر ۱۹۹۹، در سن ۷۶ سالگی درگذشت.